# Canary Wharf (Docklands Light Railway)
La stazione di Canary Wharf è una stazione della linea Docklands Light Railway di Londra, nel Regno Unito, situata a Canary Wharf nel borgo di Tower Hamlets.

## Caratteristiche
Costruita nel centro di One Canada Square, all'interno di un centro commerciale piuttosto ampio, l'impianto serve coloro che si dirigono agli uffici con sede a Canary Wharf. Tale stazione dispone di sei piattaforme al servizio di tre diverse linee, ed è dotata di un suggestivo tetto vitreo di forma ellittica.
La stazione si trova all'interno della Travelcard Zone 2 e si trova in prossimità dalle corrispondenti linee della metropolitana (Canary Wharf Underground e Crossrail).

## Interscambi
- Linee degli autobus: 135, 277, D3, D7, D8
- Autobus notturni: N550.